# Notre-Dame-du-Hamel
Pour les articles homonymes, voir Notre-Dame.
Notre-Dame-du-Hamel est une commune française située dans le département de l'Eure, en région Normandie.

## Géographie

### Localisation
| Saint-Denis-d'Augerons     | Mélicourt, La Haye-Saint-Sylvestre                             |                |
| Saint-Laurent-du-Tencement | Notre-Dame-du-Hamel                                            | Mesnil-Rousset |
| Saint-Laurent-du-Tencement | La Ferté-en-Ouche (comm. dél. d'Anceins et de Couvains) (Orne) |                |

### Hydrographie
La commune est située dans le bassin Seine-Normandie. Elle est drainée par la Charentonne, le fossé 01 de la commune de Saint-Pierre-du-Mesnil et divers autres petits cours d'eau,.
La Charentonne, d'une longueur de 63 km, prend sa source dans la commune de Saint-Evroult-Notre-Dame-du-Bois et se jette  dans la Risle à Nassandres sur Risle, après avoir traversé 16 communes.Les caractéristiques hydrologiques de la Charentonne sont données par la station hydrologique située sur la commune de Mélicourt. Le débit moyen mensuel est de 0,877 m3/s. Le débit moyen journalier maximum est de 13,6 m3/s, atteint lors de la crue du 12 juin 2018. Le débit instantané maximal est quant à lui de 35,2 m3/s, atteint le 22 juin 2021.

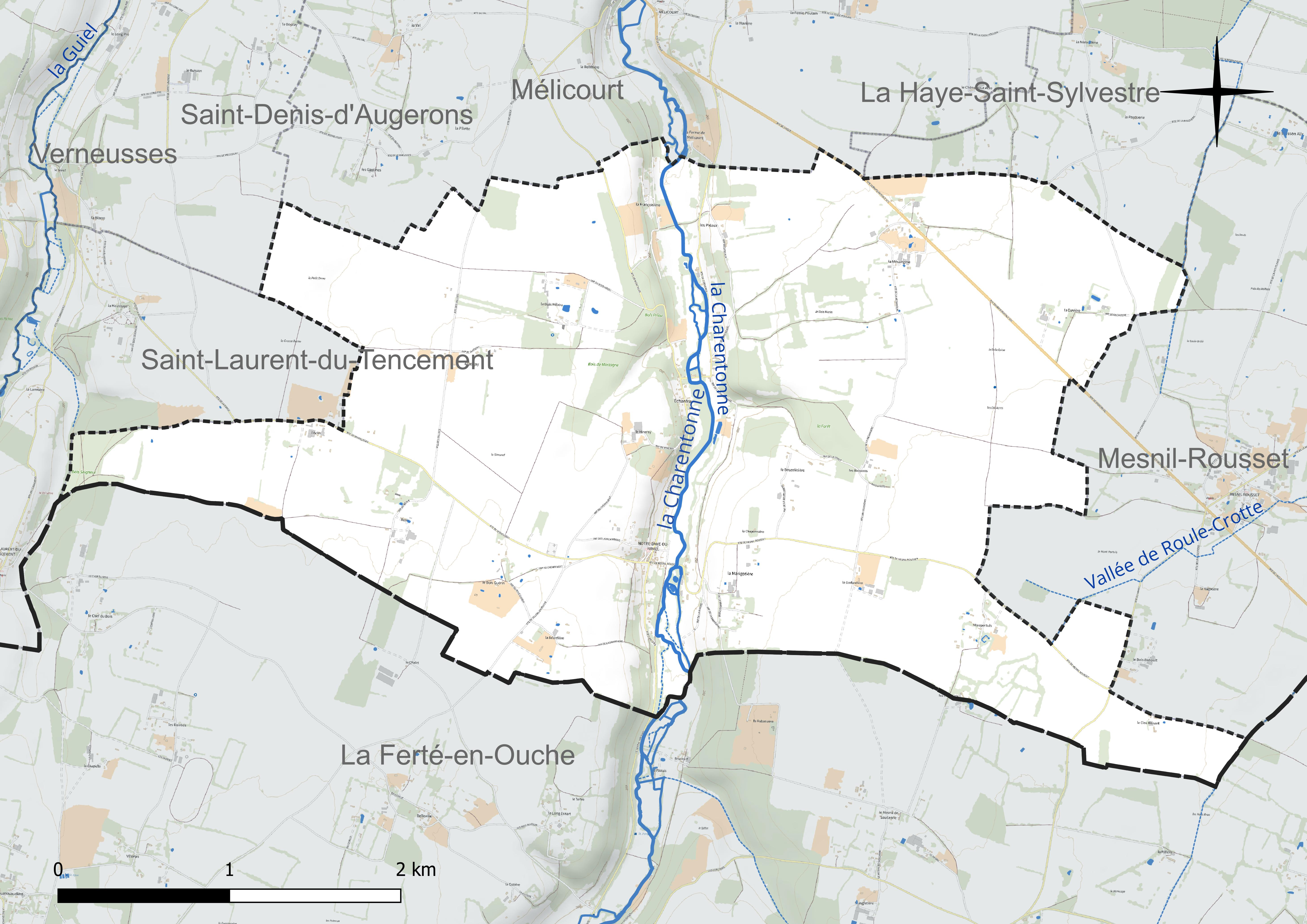
Réseau hydrographique de Notre-Dame-du-Hamel.

### Climat
Pour des articles plus généraux, voir Climat de la Normandie et Climat de l'Eure.
En 2010, le climat de la commune est de type climat océanique dégradé des plaines du Centre et du Nord, selon une étude du CNRS s'appuyant sur une série de données couvrant la période 1971-2000. En 2020, Météo-France publie une typologie des climats de la France métropolitaine dans laquelle la commune est exposée à un climat océanique et est dans la région climatique  Normandie (Cotentin, Orne), caractérisée par une pluviométrie relativement élevée (850 mm/a) et un été frais (15,5 °C) et venté. Parallèlement le GIEC normand, un groupe régional d’experts sur le climat, différencie quant à lui, dans une étude de 2020, trois grands types de climats pour la région Normandie, nuancés à une échelle plus fine par les facteurs géographiques locaux. La commune est, selon ce zonage, exposée à un « climat contrasté des collines », correspondant au Pays d’Auge, Lieuvin et Roumois, moins directement soumis aux flux océaniques et connaissant toutefois des précipitations assez marquées en raison des reliefs collinaires qui favorisent leur formation.
Pour la période 1971-2000, la température annuelle moyenne est de 9,7 °C, avec  une amplitude thermique annuelle de 13,8 °C. Le cumul annuel moyen de précipitations est de 802 mm, avec 12,7 jours de précipitations en janvier et 8,4 jours en juillet. Pour la période 1991-2020, la température moyenne annuelle observée sur la station météorologique la plus proche, située sur la commune de La Ferté-en-Ouche à 5 km à vol d'oiseau, est de 10,6 °C et le cumul annuel moyen de précipitations est de 797,5 mm,. Pour l'avenir, les paramètres climatiques de la commune estimés pour 2050 selon différents scénarios d’émission de gaz à effet de serre sont consultables sur un site dédié publié par Météo-France en novembre 2022.

## Urbanisme

### Typologie
Au 1er janvier 2024, Notre-Dame-du-Hamel est catégorisée commune rurale à habitat très dispersé, selon la nouvelle grille communale de densité à 7 niveaux définie par l'Insee en 2022.
Elle est située hors unité urbaine et hors attraction des villes,.

### Occupation des sols
L'occupation des sols de la commune, telle qu'elle ressort de la base de données européenne d’occupation biophysique des sols Corine Land Cover (CLC), est marquée par l'importance des territoires agricoles (94,1 % en 2018), une proportion identique à celle de 1990 (94,1 %). La répartition détaillée en 2018 est la suivante : 
terres arables (63,9 %), prairies (23,1 %), zones agricoles hétérogènes (7,2 %), forêts (5,9 %). L'évolution de l’occupation des sols de la commune et de ses infrastructures peut être observée sur les différentes représentations cartographiques du territoire : la carte de Cassini (XVIIIe siècle), la carte d'état-major (1820-1866) et les cartes ou photos aériennes de l'IGN pour la période actuelle (1950 à aujourd'hui).

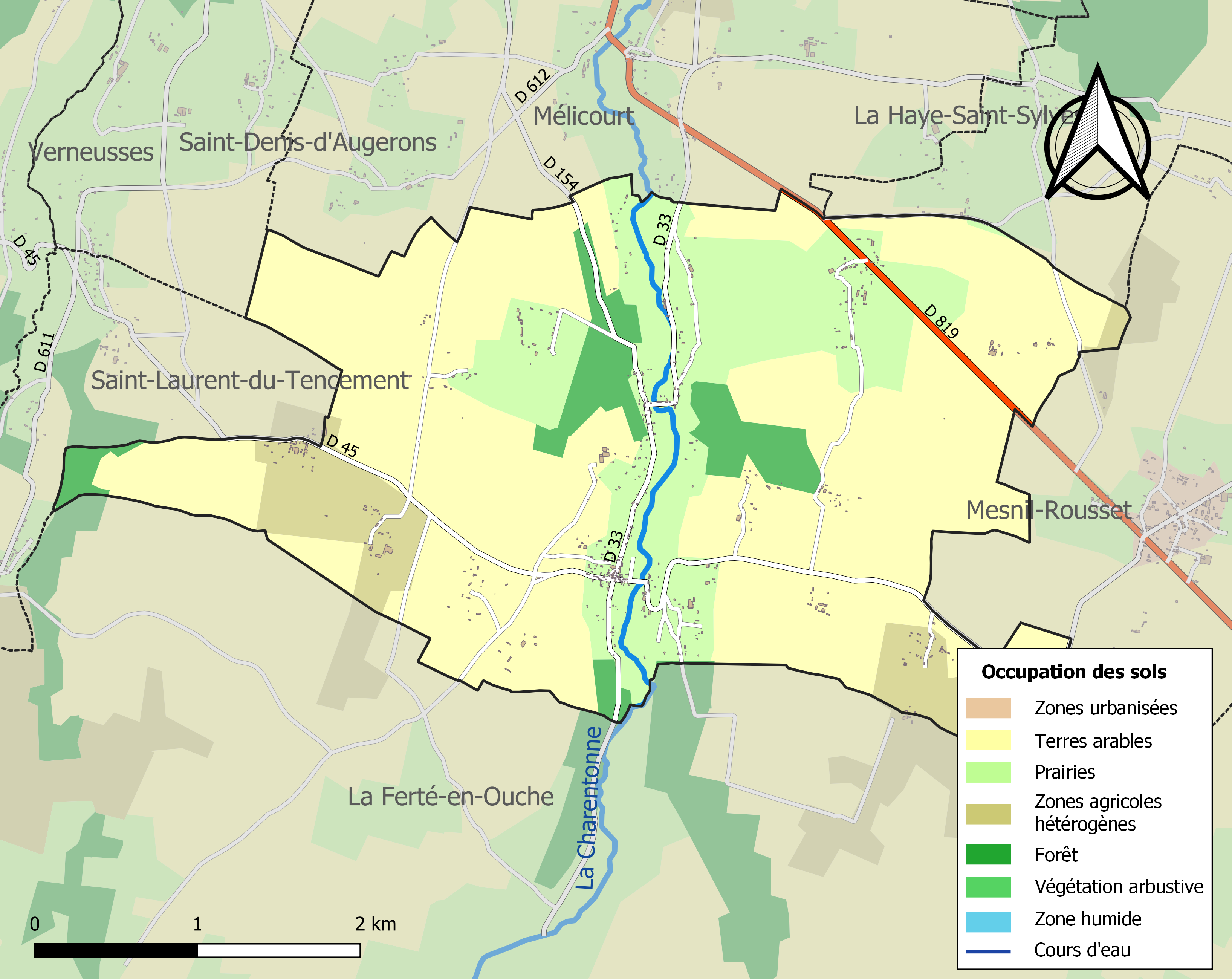
Carte des infrastructures et de l'occupation des sols de la commune en 2018 (CLC).

## Toponymie
Le nom de la localité est attesté sous les formes Pontem Erchenfredi en 1035, Pont Herchenfret en 1050 (Fauroux 120); Ponte Herchenfredi en 1210; Hamellum in cimiterio de Ponte Erchenfredi en 1226; Beate Marie de Hamello en 1260 (cartulaire de Saint-Évroult),; Eschauffrey en 1473.
Ce village résulte de l'association de deux habitats originels : 
- Pont-Echanfrey, dont le nom se perpétue dans le hameau actuel d'Échanfrey, et situé sur un point de traversée de la Charentonne. Il s'agit d'une formation toponymique médiévale caractéristique en Pont- (cf. Pont-Audemer, Pont-Authou, etc.), appellatif toponymique suivi du nom de personne germanique Ercanfridus[20] (Ercanfrid / Erkenfrid / Erchimfrid), dont l'élément ERKEN signifie « authentique, pure, noble »[21] et que l'on rencontre aussi dans Archibald / Archambault).
- Le Hamel qui correspond à l'endroit où fût élevée l'église sous le vocable de Notre-Dame et aménagé son cimetière attenant. Hamel est l'ancien singulier de hameaux, qui s'est conservé comme forme dialectale en normand et en picard. Hamel est plus spécifiquement un diminutif de l'ancien français septentrional ham « village »[22].

## Histoire
Il y avait dans la localité un château féodal, au moins depuis le milieu du XIIe siècle, qui était à l'époque du duc Henri la possession de Robert de Leicester († 1168).

## Politique et administration
| Période                                  | Période | Identité                | Étiquette | Qualité                                                 |
| ---------------------------------------- | ------- | ----------------------- | --------- | ------------------------------------------------------- |
| Les données manquantes sont à compléter. |         |                         |           |                                                         |
| ca 1897                                  | ca 1904 | Jules-Essonville Bligny |           | notaire honoraire propriétaire du château de Bois-Hibou |
| Les données manquantes sont à compléter. |         |                         |           |                                                         |
| 1919                                     | 1925    | Lecomte                 |           |                                                         |
| Les données manquantes sont à compléter. |         |                         |           |                                                         |
| mars 2001                                |         | Albert Bellies          |           |                                                         |
| Les données manquantes sont à compléter. |         |                         |           |                                                         |

## Population et société

### Démographie
L'évolution du nombre d'habitants est connue à travers les recensements de la population effectués dans la commune depuis 1793. Pour les communes de moins de 10 000 habitants, une enquête de recensement portant sur toute la population est réalisée tous les cinq ans, les populations de référence des années intermédiaires étant quant à elles estimées par interpolation ou extrapolation. Pour la commune, le premier recensement exhaustif entrant dans le cadre du nouveau dispositif a été réalisé en 2004.

En 2022, la commune comptait 188 habitants, en évolution de −12,96 % par rapport à 2016 (Eure : −0,25 %, France hors Mayotte : +2,11 %).
| 1793 | 1800 | 1806 | 1821 | 1831 | 1836 | 1841 | 1846 | 1851 |
| ---- | ---- | ---- | ---- | ---- | ---- | ---- | ---- | ---- |
| 790  | 882  | 911  | 833  | 894  | 883  | 834  | 808  | 719  |

| 1856 | 1861 | 1866 | 1872 | 1876 | 1881 | 1886 | 1891 | 1896 |
| ---- | ---- | ---- | ---- | ---- | ---- | ---- | ---- | ---- |
| 685  | 663  | 620  | 617  | 476  | 492  | 522  | 470  | 475  |

| 1901 | 1906 | 1911 | 1921 | 1926 | 1931 | 1936 | 1946 | 1954 |
| ---- | ---- | ---- | ---- | ---- | ---- | ---- | ---- | ---- |
| 461  | 455  | 458  | 403  | 430  | 450  | 437  | 396  | 403  |

| 1962 | 1968 | 1975 | 1982 | 1990 | 1999 | 2004 | 2006 | 2009 |
| ---- | ---- | ---- | ---- | ---- | ---- | ---- | ---- | ---- |
| 340  | 260  | 217  | 227  | 186  | 194  | 203  | 197  | 234  |

| 2014 | 2019 | 2022 | - | - | - | - | - | - |
| ---- | ---- | ---- | - | - | - | - | - | - |
| 213  | 198  | 188  | - | - | - | - | - | - |

## Culture locale et patrimoine

### Lieux et monuments
- Église Notre-Dame (XIIIe et XVIe siècles)
- Moulin de la Marigotière, restaurant

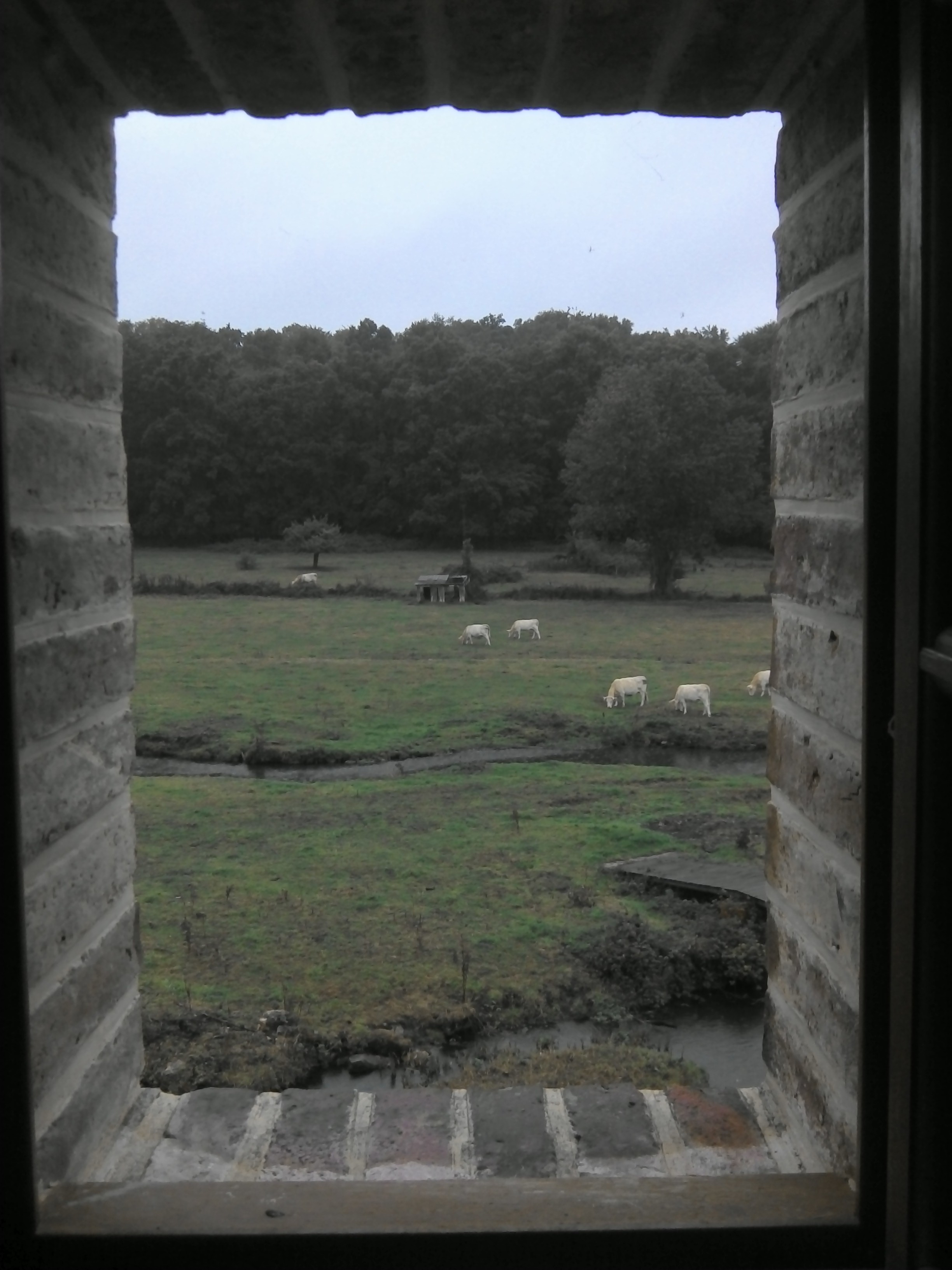
Vue de la vallée de la Charentonne, entre Notre-Dame-du-Hamel et Mélicourt.

- Château de Bois-Hibou

### Personnalités liées à la commune
- Adrien-Georges Buschey des Noës (1736-1821), député du tiers état en 1789 au titre du bailliage d'Évreux, y est né.